# 愛諾公司
華北製藥集團愛諾有限公司（North China Pharmaceutical Group Aino Company Limited），屬於華北製藥旗下公司，1996年以中外合資成立，主要生產无公害生物农、兽药原药及制剂产品。其中主导产品阿维菌素和伊维菌素作为目前最有效的广谱杀虫药物等其他業務。
而母公司曾和中國製藥母公司石家莊製藥集團合併，但已告吹，原因為是受到文化和效益問題。2009年6月被前稱金牛能源的冀中能源股份收購，成為旗下公司。  

## 外部連結
- 華北製藥集團愛諾有限公司（页面存档备份，存于）